# Víctor Unamuno
Víctor Unamuno Ibarzabal (* 21. Mai 1909 in Bergara (Gipuzkoa), Spanien; † 20. Mai 1988) war ein spanischer Fußballspieler.

## Karriere
Unamuno wuchs in Bergara auf, einer kleinen Gemeinde in der baskischen Provinz Gipuzkoa. Von der Saison 1928/29 an war er für Athletic Bilbao aktiv. Sein Debüt in der Primera División erfolgte am 10. Februar 1929. In den folgenden vier Jahren gewann der Spanier mit Bilbao viermal die Copa del Rey und zweimal die spanische Meisterschaft.
1933 wechselte Unamuno nach Andalusien zu Betis Sevilla. In der Spielzeit 1934/35 verhalf er dem Verein mit 13 Saisontoren zum bis heute einzigen Meistertitel der Vereinsgeschichte.
Nach dem Spanischen Bürgerkrieg wechselte Unamuno zur Saison 1939/40 zurück zu Athletic Bilbao und wurde mit 20 Toren Torschützenkönig. 1942 beendete er seine Karriere.
Unamuno bestritt insgesamt 144 Spiele in der Primera División und schoss dabei 106 Tore.

## Erfolge
- Spanischer Meister: 1930, 1931, 1935
- Spanischer Pokalsieger: 1930, 1931, 1932, 1933
- Pichichi-Trophäe: 1940